# Akt siedzący na kanapie
Akt siedzący na kanapie (fr. Nu assis sur un divan lub La Belle Romaine (Piękna Rzymianka) to obraz olejny namalowany przez włoskiego malarza Amedeo Modiglianiego.

## Opis
Zmysłowy powab przedstawionej postaci przejawia się w palecie oraz pozie modelki. Bursztynowe i różowe tonacje ewokują promieniujące ciepło i intymną atmosferę, w której artysta malował obraz. Siedząca na miękkim podłożu modelka, przesłonięta skrawkiem materiału, zwodzi widza wstydliwą próbą przysłonięcia swojej nagości. Żeby dodatkowo zaostrzyć erotyczną wymowę sceny, kieruje ona uwagę patrzącego w stronę zasłoniętego łona obejmując jedną ręką piersi a łokieć opierając o uniesione udo. Nogi modelki znajdują się poza ramami obrazu a wypełniająca pierwszy plan dolna część jej tułowia poprzez swą bezkompromisową bliskość sprawia, że widz staje z nią twarzą w twarz.

## Historia
Modigliani rozpoczął malowanie aktów w 1908, na ogół w formie kariatyd, ale formę tę rozwinął dopiero po 1914, kiedy zaprzestał rzeźbienia; wykształcił wówczas własny język artystyczny, widoczny w obrazie Akt siedzący na kanapie, którego korzenie estetyczne sięgają włoskiego malarstwa renesansowego i manierystycznego, linearnej prostoty afrykańskich rzeźb plemiennych i ich ziemistej kolorystyki oraz geometrycznej przestrzeni zaczerpniętej z kubizmu. Wyzywająca poza modelki może przywodzić na myśl kształtną anatomię Wenus z Urbino Tycjana zaś elegancja ruchu jej ciała może być porównana do omdlewających Madonn z wczesnego renesansu. Drastyczny kontur i zniekształcenie postaci ma wyraźnie trójwymiarowy charakter, związany z rzeźbiarskim doświadczeniem artysty i jego admiracją dla rzeźby.
Akt siedzący na kanapie należy do najważniejszych aktów namalowanych przez Modiglianiego w 1917. Siedem z ich zostało wystawionych w tym samym roku na paryskiej wystawie w Galerie Berthe Weill; cztery miały tytuł “Akt” (wśród nich był prawdopodobnie Akt siedzący na kanapie). Część obrazów, wystawiona w oknie galerii, wywołała zamieszanie w dniu otwarcia, przyciągając uwagę licznych przechodniów i paryskiej policji, która tymczasowo zamknęła wystawę. Wzburzenie wywołał fakt, iż modelkami były kobiety współczesne, pozbawione alegorycznego lub historycznego kontekstu.
Obraz jest uważany za największe osiągnięcie Modiglianiego w dziedzinie aktu. Kontynuując tradycje Botticellego (Narodziny Wenus), Velazqueza (Wenus z lustrem), Ingresa (Łaźnia turecka) i Maneta (Olimpia) zalicza się do niekwestionowanych osiągnięć w dziedzinie aktu w historii sztuki Zachodu. Niewiele obrazów zgłębia uroki ciała z taką otwartością, dokładnością i bezpośrednim urokiem.
2 listopada 2010 obraz został sprzedany na aukcji Sotheby’s w Nowym Jorku za sumę 68,9 miliona dolarów, co było rekordową sumą uzyskaną do tamtej chwili za dzieło Modiglianiego.
Obraz znalazł się na 8. miejscu listy 10 najdrożej sprzedanych obrazów na aukcjach Sotheby’s